# Dąbrówno
Dbrówno [dɔmˈbruvnɔ] (tiếng Đức: liên_kết=| Về âm thanh này Gilgenburgⓘ, Tiếng tiếng Litva: Gilgė) là một ngôi làng và là trụ sở của một gmina (đô thị) thuộc huyện Ostródzki, Warmińsko-Mazurskie ở miền bắc Ba Lan. Nó cách Ostróda khoảng 30 kilômét (19 mi) về phía nam và cách thủ phủ khu vực Olsztyn 50 km (31 mi) về phía tây nam.
Vào thế kỷ 13, người Phổ cổ đã xây dựng một pháo đài trên một con hẹp giữa hồ Great và Little Dąbrowa. Dòng Teutonic bắt đầu củng cố khu vực này là Gilgenburg vào năm 1316, và khu định cư đang phát triển đã nhận được điều lệ thị trấn vào năm 1326. Trong thế kỷ 15, nó đã nhiều lần bị phá hủy thông qua chiến tranh.
Năm 1818 Gilgenburg được đưa vào Landkreis Osterode ở Ostpreußen. Mặc dù nằm trên tuyến đường sắt giữa Osterode (Ostróda) và Soldau (Działdowo), Gilgenburg vẫn là một thị trấn nhỏ với không quá 1.000 cư dân. Sau khi tách Działdowo khỏi Đông Phổ, Dąbrówno trở thành thị trấn cực nam của Masurian Oberland và bị cắt đứt khỏi các kết nối khu vực.
Gilgenburg đã bị hư hại nặng nề trong Thế chiến II. Kết quả của Hội nghị Potsdam, thị trấn đã được chuyển từ Đức sang Ba Lan vào năm 1945 và người dân Đức bị trục xuất và thay thế bằng người Ba Lan, nhiều người bị trục xuất khỏi các khu vực Ba Lan bị Liên Xô sáp nhập. Khu định cư, được đổi tên thành Dąbrówno, đã hủy bỏ điều lệ thị trấn trong quá trình này. Bởi vì phần lớn bố cục thời trung cổ của nó vẫn còn tồn tại, bao gồm nhà thờ và một phần công sự của nó, Dąbrówno bắt đầu được xây dựng lại trong những năm 1990.

## Con người
- Otto Brodde (sinh ngày 21 tháng 3 năm 1910, Gilgenburg, Ostpreußen - 24 tháng 8 năm 1982, Hamburg), nhạc sĩ